# Kronika Słowian

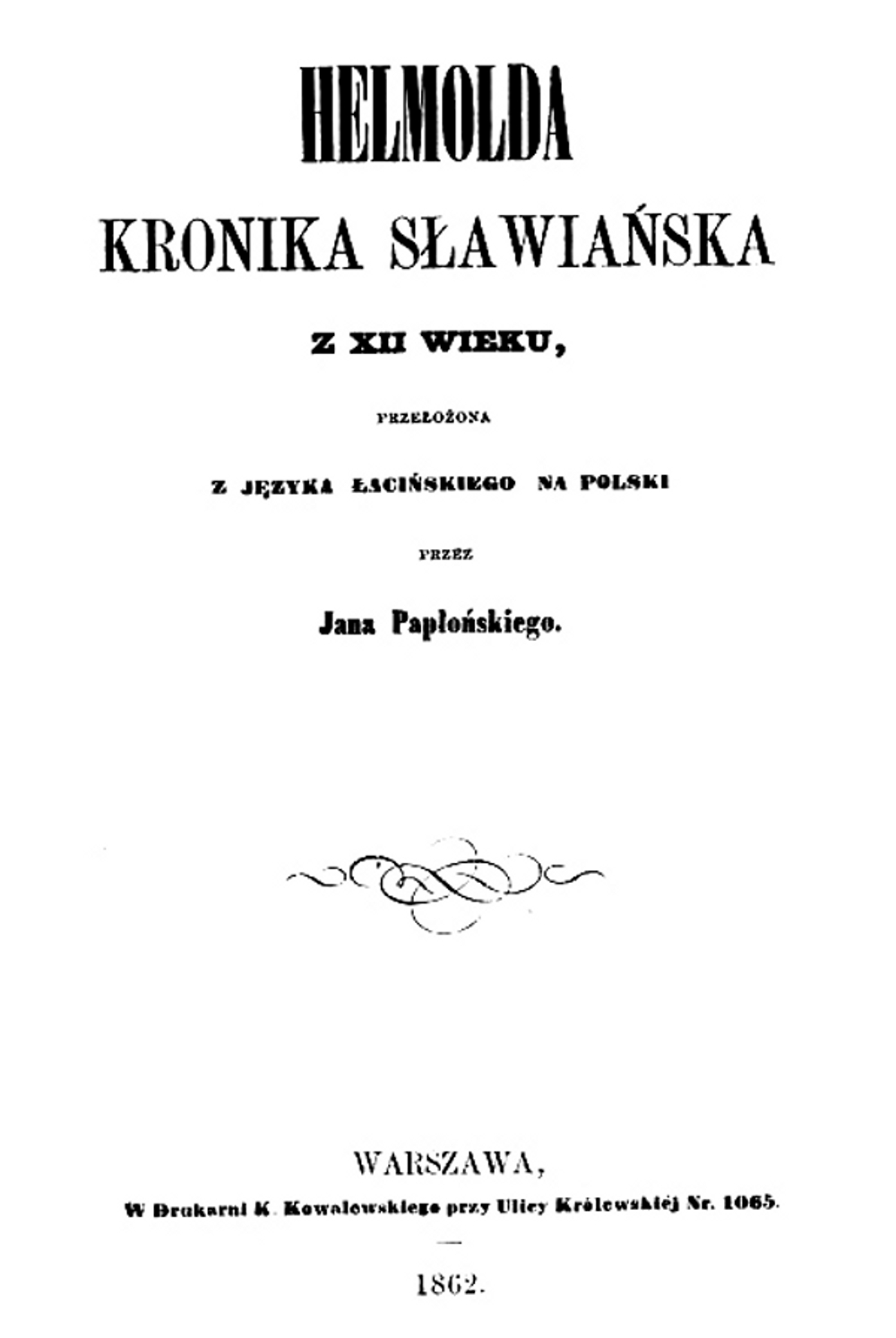
Kronika Słowian wydana po polsku w 1862 w Warszawie w tłumaczeniu Jana Papłońskiego.

Kronika Słowian (tytuł oryginału łacińskiego Chronica Sclavorum) – średniowieczne dzieło historyczne autorstwa mnicha Helmolda, który towarzyszył jako kronikarz niemieckim wyprawom chrystianizacyjnym na Połabiu i Pomorzu Zachodnim. Jest kontynuacją dzieła Gesta Hammaburgensis Ecclesiae napisanego przez Adama z Bremy. Kronika jest jednym z najważniejszych źródeł opisujących wierzenia, obyczaje, kulturę, organizację społeczną oraz życie codzienne Słowian połabskich z okresu przed przyjęciem przez nich chrześcijaństwa, źródłem wiedzy dotyczącej stosunków społeczno-politycznych w XII wieku na ziemiach Obodrytów, Chyżan, Wagrów, Wieletów, które obecnie leżą na terenie Meklemburgii w Niemczech. Opisuje też wydarzenia z życia słowiańskiego księcia Gotszalka.

## Okoliczności powstania
Kronika pisana była przez Helmolda proboszcza z Bozowa w Wagrii (obecnie Bosau – Niemcy) w okresie od daty śmierci biskupa Gerolda w roku 1163 do narodzin drugiej córki Henryka Lwa – Matyldy w roku 1172. Helmold rozpoczął pisanie swojego dzieła za namową swojego nauczyciela i protektora Gerolda, który w 1149 objął biskupstwo w Oldenburgu w Holsztynie, które przeniesione zostało w 1160 do Lubeki.

## Budowa dzieła
Kronika Słowian składa się z dwóch ksiąg I zawierającej 95 rozdziałów i II, mniejszej objętościowo, liczącej 15 rozdziałów. Jeden z badaczy kroniki Heinz Stoob wysunął tezę, że poszczególne rozdziały kroniki można pogrupować w zespoły odpowiadające zmiennym falom chrystianizacji Słowian połabskich.

## Ramy czasowe dzieła
Dzieło opisuje czas od panowania Karola Wielkiego do ostatecznego podboju Rugii i kraju Obodrytów dokonanego podczas Krucjaty połabskiej w roku 1147.

## Wydania i tłumaczenia
- Po raz pierwszy Kronika Słowian została opublikowana we Frankfurcie nad Menem w 1556 roku przez Zygmunta Schorckla, które wydrukowano w nowej edycji po raz wtóry w 1573.
- Kolejne wydanie dzieła we Frankfurcie ogłosił w 1581 roku Reiner Reineccius pod nazwą „Chronica Slavorum seu Annales Helmoldi presyteri Buzoviensis...”
- Pierwsze polskie tłumaczenie kroniki dokonane przez Jana Papłońskiego ukazało się w roku 1862 w Warszawie pt. „Helmolda Kronika Sławiańska z XII wieku”. - dostępna online w wersji cyfrowej.[4]
- W duńskim przekładzie P. Kierkegaarde ukazał się w 1880 roku w Kopenhadze.
- W języku polskim „Helmolda Kronika Słowian” ukazała się w tłumaczeniu Józefa Matuszewskiego w 1974 w Warszawie i opatrzono ją naukową analizą i komentarzem.
- Duże fragmenty tłumaczenia „Kroniki Słowian” Helmolda umieściła w swojej książce o Słowianach połabskich pt. „Troja Północy” polska pisarka Zofia Kossak[5].